# San Quintín (El Abra)
San Quintín es un municipio de quinta  categoría perteneciente a  la provincia de El Abra en la Región Administrativa de La Cordillera (RAC) situada al norte de la  República de Filipinas y de la isla de Luzón, en su interior.

## Geografía
Tiene una extensión superficial de 65.59 km² y según el censo del 2007, contaba con una población de 5.341 habitantes, 5.233 el día primero de mayo de 2010

### Ubicación
| Noroeste:Bantay (Ilocos Sur) | Norte: Langiden            | Noreste: Bangued               |
| Oeste: La Paz                |                            | Este: Santa (Ilocos Sur)       |
| Suroeste: Santa (Ilocos Sur) | Sur: Narvacan (Ilocos Sur) | Sureste: Nagbukel (Ilocos Sur) |

### Barangayes
San Quintín se divide administrativamente en 6 barangayes o barrios, 5 de los cuales tienen carácter rural, mientras que el restante es considerado como  urbano.
| Barangay                | Población (2007) | Población (2010) | Código (2012) | Sitios                              |
| ----------------------- | ---------------- | ---------------- | ------------- | ----------------------------------- |
| Labaan                  | 928              | 882              | 140123001     | Vica, Mausoc, Carsuan, Cabaruyan    |
| Palang                  | 583              | 589              | 140123002     | Talaytay                            |
| Pantoc                  | 683              | 676              | 140123003     | Magmagey, Sabulod                   |
| San Quintin (Población) | 787              | 741              | 140123004     | San Quintin Este, San Quintin Oeste |
| Tangadan                | 1,331            | 1.362            | 140123005     | Presentar, Paypayao                 |
| Villa Mercedes          | 1,029            | 983              | 140123006     | Purok, Barit-Barit                  |